# 海鳴り街道
『海鳴り街道』（うみなりかいどう）は、1936年（昭和11年）製作・公開、山中貞雄監督による日本の長編劇映画、トーキー初期の剣戟映画である。

## 略歴・概要
山中貞雄は日活京都撮影所で10作の大河内伝次郎主演作を監督しているが、本作はその10作目、最後の作品にあたる。
脚本としてクレジットされている「梶原金八」は、山中、稲垣浩、八尋不二、三村伸太郎、藤井滋司、滝沢英輔、鈴木桃作、萩原遼の共同筆名で、三村の原作を共同で脚本執筆した。1985年（昭和60年）に刊行された『山中貞雄作品集 2』、1998年（平成10年）に刊行された『山中貞雄作品集』にそれぞれシナリオが採録されている。
本作の上映用フィルム全篇は現存しておらず、東京国立近代美術館フィルムセンターでは所蔵していないが、玩具フィルムとして切り取られた、音声トラックのない68秒の断片（クライマックスの大河内演じる稲葉小僧新助と捕り手との剣戟シーンの一部）が発見されており、プラネット映画資料図書館がこれを復元してサイレントのプリントとして所有している。

## スタッフ・作品データ
- 監督 : 山中貞雄
- 原作 : 三村伸太郎
- 脚本 : 梶原金八
- 撮影 : 三井六三郎
- 音楽 : 西梧郎

- 製作 : 日活京都撮影所
- 上映時間（巻数 / メートル） : 86分[4]（9巻 / 2,376メートル）
- フォーマット : 白黒映画 - スタンダードサイズ（1.33:1） - モノラル録音
- 初回興行 : 浅草・富士館

## キャスト
- 大河内伝次郎 - 稲葉小僧新助
- 鳥羽陽之助 - 大和屋勘兵衛
- 横山運平 - 作兵衛
- 高勢実乗 - 茂十
- 今成平九郎 - 夜明けの健六
- 宗春太郎 - 春吉
- 衣笠淳子 - 女郎屋女おちか
- 伊村利江子 - お光
- 石井喜美子 - 女将
- 磯川勝彦 - 新助の父・東左衛門
- 香川良介 - 叔父・元右衛門
- 鈴村京子 - 新助の許婚・おきく
- 左文字一郎 - 作兵衛倅
- 清川荘司 - おんこうの安蔵
- 鬼頭善一郎 - 目明し弥太七
- 山口佐喜雄 - 代官三村甚左衛門
- 沖田修司 - 倅甚太夫

## ビブリオグラフィ
国立国会図書館蔵書。
シナリオ
- 『山中貞雄作品集 2』、実業之日本社、1985年 ISBN 4408410403
- 『山中貞雄作品集』、実業之日本社、1998年 ISBN 4408102857

## 註
1. 1 2 3  生誕百年 映画監督 山中貞雄 海鳴り街道、東京国立近代美術館フィルムセンター、2010年1月18日閲覧。
2. ↑  山中貞雄作品集 2、山中貞雄作品集、国立国会図書館、2010年1月18日閲覧。
3. ↑  所蔵映画フィルム検索システム、東京国立近代美術館フィルムセンター、2010年1月18日閲覧。
4. ↑  Film Calculator換算結果、コダック、2010年1月18日閲覧。
5. ↑  OPAC NDL 検索結果、国立国会図書館、2010年1月18日閲覧。